# 소라니어 위키백과

소라니어 위키백과는 소라니어(중부 쿠르드어)로 운영되는 위키백과 언어판이다. 기호는 ckb이다.